# Giovanni Costariol
Giovanni Costariol (Vazzola, 22 dicembre 1937 – Fregene, 9 dicembre 2022) è stato un calciatore italiano.

## Carriera
Giocava nel ruolo di centrocampista.
Ha militato nella Lazio con cui ha esordito in Serie A il 23 novembre 1958 in Triestina-Lazio 3-0, disputandovi l'ultima partita il 19 aprile 1959 nella sconfitta casalinga contro l'Alessandria per 0-2. Ha giocato in seguito in squadre del sud Italia, anche in Serie B nel Cosenza, per chiudere la carriera ad alto profilo nel Tevere Roma.

## Palmarès

### Club

#### Competizioni nazionali
- Serie C: 1

Cosenza: 1960-1961
- Coppa Italia: 1

Lazio: 1958